# 李成章 (1936年)
李成章（1936年10月2日—），曾任國立中興大學校長。

## 生平
生於1936年10月2日，彰化縣花壇鄉人，其父親為秀水農工第二任校長李萬國先生。1960年畢業於台灣省立農學院(現國立中興大學)農藝學系，1964年獲洛克菲勒獎學金前往菲律賓國際稻米研究所進修，於1966年取得農業植物學系碩士學位。1972年獲國科會補助，前往美國加州大學戴維斯分校進修。1975年獲得遺傳學博士學位，回國續任教職。1982年借調沙烏地阿拉伯農業技術團，教導當地農業人員相關農業技術，輔導耕作。1991年榮獲加大戴維斯分校頒發傑出校友之表揚。1997年被獲選為國立中興大學校長。任內期間，遭逢九二一大地震，學校受創至深，親自率領團隊投入復建工作，復建及應變速度，受到李登輝總統及教育部之高度肯定。獲教育部四億三千萬元及國科會二千萬元之復建經費補助，也獲教育部同意補助二億六千萬元，興建社會科學暨管理學院大樓。卸任後2002年獲選中興大學傑出校友。
| 教育職務      | 教育職務                                         | 教育職務      |
| ------------- | ------------------------------------------------ | ------------- |
| 國立中興大學  |                                                  |               |
| 前任： 黃東熊 | 國立中興大學校長 第九任 1997年10月—2000年9月30日 | 繼任： 彭作奎 |